# Microsoft Office 97
Microsoft Office 97 was een belangrijke versie van Microsoft Office, die honderden functies en verbeteringen bevatte. In deze versie werd "Command Bars" geïntroduceerd, een paradigma waarin de menu's en werkbalken visueel en functioneel op elkaar afgestemd werden. Deze versie wordt ook gekenmerkt door natuurlijke taalsystemen en geavanceerde grammaticacontrole.
Office 97 werd gepubliceerd op cd-rom alsook op een verzameling van 44 3,5 inch diskettes. Office 97 werd uitgebracht op 19 november 1996. Het was de laatste versie met ondersteuning voor Windows NT 3.51 (i386) en DEC Alpha (alleen Word en Excel waren beschikbaar voor Alpha; Outlook, FrontPage en Publisher 98 vereisen Windows NT 4.0).
Er werden twee service releases (SR-1 en SR-2) uitgebracht voor Office 97. Met service release 2 werd er aandacht besteed aan de millenniumbug.
Microsoft Office 97 was de eerste versie van Office die de Office Assistent bevatte. Dit was een interactieve geanimeerde assistent ontworpen om gebruikers te helpen. Deze assistent was gekoppeld aan de Office Help-inhoud. De standaardassistent was Clippit, bijgenaamd Clippy, een paperclip. De Office Assistent-functie zou beschikbaar blijven tot en met Microsoft Office 2003. In Office XP werd deze functie echter standaard verborgen en bij Office 2003 werd deze functie niet meer standaard geïnstalleerd.
Office 97 is ook opmerkelijk omdat het de eerste versie was met Microsoft-productactivatie. Bij de Braziliaanse versies van Office 97 Small Business Edition en Publisher 98 was dit vereist.
Microsoft Word 97 bevatte een verborgen flipperkastspel en Microsoft Excel bevatte een verborgen vluchtsimulatiespel.
Algemene ondersteuning voor Office 97 eindigde op 31 augustus 2001. Uitgebreide ondersteuning eindigde op 28 februari 2002. Betaalde, uitgebreide ondersteuning en beveiligingsupdates voor Office 97 werden stopgezet op 16 januari 2004.

## Edities
Office 97 werd uitgebracht in vijf edities.
| Office-programma's                  | Standard Edition | Professional Edition | Small Business Edition | Small Business Edition 2.0                                                                                      | Developer Edition |
| ----------------------------------- | ---------------- | -------------------- | --- | --- | ----------------- |
| Word 97                             | Ja               | Ja                   | Ja | Ja (Inclusief SR-1-update)                                                                                      | Ja                |
| Excel 97                            | Ja               | Ja                   | Ja | Ja (Inclusief SR-1-update)                                                                                      | Ja                |
| Outlook 97                          | Ja               | Ja                   | Ja | Ja (alleen beschikbaar in verkoopsversie)                                                                       | Ja                |
| Outlook 98                          | Nee              | Nee                  | Nee | Gedeeltelijk (kan worden geüpgraded door coupon of download; verschillende OEM-exemplaren bevatten deze versie) | Nee               |
| PowerPoint 97                       | Ja               | Ja                   | Nee | Nee | Ja                |
| Access 97                           | Nee              | Ja                   | Nee | Nee | Ja                |
| Developer Tools and SDK             | Nee              | Nee                  | Nee | Nee | Ja                |
| Publisher 97                        | Nee              | Nee                  | Ja | Nee | Nee               |
| Publisher 98                        | Nee              | Nee                  | Nee | Ja | Nee               |
| Small Business Financial Manager 97 | Nee              | Nee                  | Ja (kan gratis worden geüpgraded door SBFM 98 via Office Update (vereist Excel 97 SR-1), verkrijgbaar in de Verenigde Staten, Canada, Verenigd Koninkrijk en Australië) | Nee | Nee               |
| Small Business Financial Manager 98 | Nee              | Nee                  | Nee | Ja (Verkrijgbaar in de Verenigde Staten, Canada, Verenigd Koninkrijk en Australië)                              | Nee               |
| Direct Mail Manager                 | Nee              | Nee                  | Nee | Ja (Alleen beschikbaar in de Verenigde Staten)                                                                  | Nee               |
| Automap Streets Plus                | Nee              | Nee                  | Ja (Alleen beschikbaar in de Verenigde Staten, Canada) | Nee | Nee               |
| Expedia Streets 98                  | Nee              | Nee                  | Nee | Ja (Alleen beschikbaar in de Verenigde Staten, Canada)                                                          | Nee               |
| Bookshelf Basics                    | Nee              | Ja                   | Nee | Nee | Nee               |
| Internet Explorer 3.0               | Ja               | Ja                   | Ja | Nee | Ja                |
| Internet Explorer 4.0               | Nee              | Nee                  | Nee | Ja | Nee               |

Microsoft Office 97 met Word 98 werd uitgebracht op de Japanse en Koreaanse markt op 20 juni 1998. Deze edities bevatten ook Outlook 98 in alle edities en Publisher 98 in de Small Business Edition. Microsoft Word 98 voor Windows was alleen beschikbaar als deel van dit pakket, hoewel Microsoft Word 98 voor Macintosh beschikbaar was in de Microsoft Office 98 Macintosh Edition.